# سپاه هفتم (بریتانیا)
سپاه هفتم بریتانیا (انگلیسی: VII Corps) سپاه پیاده‌نظام نیروی زمینی بریتانیا بود، در طول جنگ جهانی اول و جنگ جهانی دوم فعال بود.
این سپاه در اوایل جنگ جهانی دوم، بخشی از ارتش بریتانیا بود و بعداً به عنوان یک تشکیلات سایه برای اهداف فریب عمل کرد.